# Ordo Prophetarum
Ordo Prophetarum (Procesión de los Profetas) es un drama litúrgico medieval, muy popular en su época. Formaba parte de los ritos asociados a la Nochebuena, y narraba los diversos augurios de la llegada del Mesías. Entre ellos se encontraban no sólo aquellos correspondientes a los profetas bíblicos, sino también formulados por personajes paganos o de la Antigüedad clásica.
El drama de Ordo Prophetarum dejó de representarse ya en la Edad Media. En la actualidad, se conservan sólo tres versiones de la pieza, todas en Francia (una en las catedrales de Ruan y Laon, respectivamente, y otra en el monasterio de San Marcial de Limoges). La estructura de todas las versiones es similar: en forma de diálogo cantado, los diversos personajes comparecen, introducidos por San Agustín, como si fuesen testigos, tratando de convencer al pueblo de Israel de que Jesucristo es efectivamente el Mesías. La pieza procedente de Limoges (actualmente en la Biblioteca Nacional de Francia, en París) es la más antigua, y la única que incluye texto y música.
Según las teorías de Serafín Moralejo, catedrático de Historia Medieval de la Universidad de Santiago de Compostela, esta pieza inspiró el conjunto escultórico del Pórtico de la Gloria, en la catedral de Santiago de Compostela. Esta teoría fue expuesta por primera vez en 1988 y parece explicar cuál es la fuente de inspiración del conjunto, en el que aparte de personajes cristianos, aparecen también paganos como la Sibila, el poeta Virgilio o la reina de Saba. La influencia de los dramas litúrgicos en la iconografía de las catedrales y edificios religiosos medievales ya había sido expuesta, pero Moralejo fue el primero en aplicar dicha teoría a la iconografía del Pórtico de la Gloria.
De acuerdo con la teoría de Moralejo, el texto de Limoges es el que muestra mayores paralelismos con las escenas y personajes del Pórtico de la Gloria, si bien no contenía dos personajes que sí aparecen en el pórtico: Balaam, profeta moabita que dictó sus oráculos ocho siglos antes de Cristo, y la reina de Saba. Sin embargo, sí que aparecen en los otros dos textos conservados.
En 2004 se recuperó la representación navideña del Ordo Prophetarum en la Catedral de Santiago de Compostela, dirigido por Francisco Luengo, y ha sido incorporado desde 2012 a la recreación historicista del Canto de la Sibila de la Catedral de Valencia.